# JCET Group
JCET Group Company Limited — китайская компания электронной промышленности, крупный разработчик и производитель полупроводниковой продукции (входит в тройку крупнейших полупроводниковых компаний Китая, уступая лишь HiSilicon Technologies и SMIC). Основана в 1972 году, штаб-квартира расположена в Уси (провинция Цзянсу). 

## История
В 1972 году в уезде Цзянъинь города Уси был создан завод транзисторов, который в 2000 году реструктуризировали в компанию Jiangsu Changjiang Electronics Technology (JCET). В июне 2003 года компания вышла на Шанхайскую фондовую биржу; в том же году основала дочернюю Jiangyin Changdian Advanced Packaging Co. (JCAP); в 2007 году открыла центр исследований и разработок в Сингапуре, в 2008 году — новое производственное предприятие в Цзянъине, в 2011 году — предприятие в Суцяне, в 2012 году — предприятие в Чучжоу. К 2011 году годовой оборот компании составил 611 млн долл. США, к 2012 году он вырос до 711 млн долл. США, а к 2015 году превысил 1 млрд долларов. 
В 2015 году JCET приобрела у Temasek Holdings сингапурскую компанию по тестированию и корпусированию чипов Stats ChipPac за 780 млн долларов. В ноябре 2019 года Jiangsu Changjiang Electronics Technology Co. Ltd. сменила название на JCET Group Co. Ltd.. В 2020 году была основана дочерняя компания JCET Management, в 2021 году — отделение по разработке чипов для автомобилей, в 2023 году компания основала в Шанхае JCET Automotive Electronics Co.

## Деятельность
JCET Group в основном занимается аутсорсинговым тестированием и корпусированием интегральных схем (в том числе методом flip chip), а также ламинированием пластин, производством металлических корпусов и транзисторных компонентов. Компания имеет семь производственных фабрик — в Китае (Цзянъинь, Чучжоу, Суцянь, Шанхай), Южной Корее (Инчхон) и Сингапуре, а также два научно-исследовательских центра в Китае (Цзянъинь) и Южной Корее (Инчхон).
По итогам 2022 года основные продажи JCET Group пришлись на корпусирование и тестирование интегральных схем (99,6 %). Основными рынками сбыта компании являлись США (58,7 %), Китай (26,6 %) и Южная Корея (3,8 %). Среди крупнейших клиентов JCET — Samsung, Texas Instruments, Qualcomm, Western Digital и Montage Technology.

## Акционеры
Основными акционерами JCET Group являются Sino IC Capital (13,31 %), SMIC (12,86 %), Aegon Industrial Fund Management (2,52 %), China Asset Management (2,32 %), Orient Securities Asset Management (1,35 %), CPIC Fund Management (1,35 %), Guotai Asset Management (1,32 %), Wuxi Innovation Investment Group (1,3 %), Zhong Ou Asset Management (1,13 %) и China Southern Asset Management (1,11 %).